# 267 (tal)
267 (To hundrede syv og tres) er:
- Det naturlige tal efter 266, derefter følger 268
- Et heltal
- Et ulige tal
- Et sammensat tal